# Torge-Plateau
Koordinaten: 68° 24′ S, 9° 0′ W
Das Torge-Plateau ist ein Tiefseeberg in der Lasarew-See vor der Prinzessin-Martha-Küste des ostantarktischen Königin-Maud-Lands. Sein Gipfelplateau liegt 2300 m unter dem Meeresspiegel.
Benannt ist das Plateau seit 1997 auf Vorschlag des Vermessungsingenieurs und Glaziologen Heinrich Hinze vom Alfred-Wegener-Institut. Namensgeber ist der deutsche Geodät Wolfgang Torge (* 1931), Ordinarius für Theoretische Geodäsie am Institut für Erdmessung (IFE) der Universität Hannover.